# スニール
スニール（Sunil、1974年2月28日 - ）は、インドのテルグ語映画で活動する俳優。これまでに177本以上の映画に出演しており、フィルムフェア賞 南インド映画部門やナンディ賞を受賞している。

## キャリア
スニールはダンサーとして活動しており、舞台俳優を目指して劇団への入団を希望するが、身長や声などを理由に出演の機会が与えられなかった。彼はダンスやコメディ寸劇を経験し、1995年にダンサーとして映画業界に進む。彼はモーハン・バーブのようなコメディもこなせる悪役俳優になることを希望し、主人公の友人役を志望するが拒否される。その後、大学時代の友人であるトリヴィクラム・シュリーニヴァースを映画業界に誘い共に活動する。トリヴィクラムは脚本家として活動を始め、一方のスニールは生計を立てるため助監督として働き、後に『Second Hand』で端役として起用されたが、同作は途中で製作中止となった。その後は再び映画スタジオのスタッフとして働き、撮影を通して俳優たちの演技を学んだ。
2000年に『Nuvve Kavali』で俳優デビューし、同年『Chiru Navvuto』に出演した。出演作品はトリヴィクラムが脚本を執筆しており、スニールは彼が自分の特徴を脚本に取り入れてくれたことでスムーズに演技することができたと語っている。2006年公開の『Andala Ramudu』で初主演を務め、2009年にS・S・ラージャマウリの『マガディーラ 勇者転生』に出演し、2010年には『あなたがいてこそ』で主役に起用された。2012年にヴィーラバドラーム・チョードリーの『Poola Rangadu』に出演し、同作は批評家から高く評価された。2015年には『Tadakha』で主演を務めた。一時期コメディ路線を離れてヒーロー路線にシフトしたが、主演作品が興行的に不振が続いたため、キャリアを維持するためにコメディ路線に戻った。

## 受賞歴
フィルムフェア賞 南インド映画部門
- テルグ語映画部門コメディアン賞：『Pedababu』（2004年）[5]
- テルグ語映画部門助演男優賞：『Tadakha』（2013年）

ナンディ賞
- コメディ男優賞（英語版）：『Nuvvu Nenu』（2001年）、『Andhrudu』（2005年）
- 審査員特別賞（英語版）：『あなたがいてこそ』（2010年）